# Bugiardo bugiardo
Bugiardo bugiardo (Liar Liar) è un film commedia statunitense del 1997 diretto da Tom Shadyac e interpretato da Jim Carrey.
La trama del film racconta di un avvocato che ha costruito la sua intera carriera sulla menzogna, ma si ritrova costretto a dire solo la verità per un solo giorno, durante il quale lotta per mantenere la sua carriera e riconciliarsi con la sua ex moglie e il figlio con cui si era alienato a causa della sua bugia patologica.
Il film è stato un successo, incassando $ 302,7 milioni contro un budget di $ 45 milioni e ottenendo recensioni positive da critica e pubblico, che hanno particolarmente elogiato la performance di Carrey, che è stato candidato come miglior attore in un film commedia ai Golden Globe 1998.

## Trama
Fletcher Reede, avvocato di grande successo, riesce a difendere e a far vincere i suoi clienti nelle cause giudiziarie, soprattutto ricorrendo alle bugie che racconta in tribunale. Quella che rappresenta la carta vincente sul lavoro costituisce, però, il suo più grosso difetto nella vita privata: la moglie Audrey ha infatti divorziato da più di due anni e da sette mesi ha trovato un nuovo fidanzato, Jerry, uomo serio ed attento sia nei confronti di lei che nei confronti del figlio di Fletcher, Max. Jerry, però, dovrà a breve trasferirsi a Boston poiché chiamato ad amministrare un ospedale; per questo propone ad Audrey di sposarlo ed invita lei e Max a seguirlo, ma Fletcher, che stravede sinceramente per il piccolo Max (venendone palesemente ricambiato), chiede che gli vengano concesse altre chance.
Fletcher, sebbene avesse promesso al figlioletto di essere presente alla sua festa di compleanno, viene intrattenuto per una serata di sesso da Miranda, sua superiore nella compagnia in cui lavora, dopo una seduta con Samantha Cole, donna avida e fedifraga in lite per un divorzio. Il piccolo Max, deluso dall'ennesima promessa mancata del padre, esprime il desiderio che questi, per ventiquattro ore, dica solo ed esclusivamente la verità. Il desiderio si avvera e Fletcher si ritrova incredibilmente vittima di una sorta di maledizione che gli impedisce di mentire in qualunque tipo di circostanza. Comincia così una lunga serie di guai figli della sua disonestà e della sua propensione a mentire. Nella seconda seduta in tribunale l'uomo, nel  tentativo estremo di far sospendere l'udienza vista la sua incapacità di mentire, si infligge da solo un pestaggio, ma il tentativo fallisce perché, costretto a non mentire, afferma di poter continuare l'udienza.
Fletcher deve ammettere i tradimenti coniugali della cliente, ma scopre anche che la donna era minorenne quando si è sposata, quindi non poteva firmare documenti come un accordo prematrimoniale e pertanto la comunione dei beni rimane valida. Samantha, per ringraziare Fletcher, lo bacia davanti a tutti. La donna, poi, pretende anche di avere l'affidamento dei figli per avere anche gli alimenti, facendo ricredere il suo avvocato sull'effettivo successo della causa, in quanto la sua cliente si dimostra semplicemente desiderosa di denaro, mentre l'ex-marito si preoccupa subito dei piccoli. L'avvocato accusa dunque il giudice e se stesso di aver sbagliato tutto, ma il giudice, sentendosi offeso, lo fa arrestare.
Fletcher, in prigione, riesce a telefonare alla moglie in partenza per Boston, ma con scarsi risultati. Interviene quindi Greta, l'ex-segretaria di Fletcher, licenziatasi dopo aver scoperto le bugie dell'uomo nei suoi confronti, che paga la cauzione e lo perdona. Fletcher non si preoccupa del possibile licenziamento per quanto successo in tribunale e decide che aprirà il suo studio personale, invitando la sua ex-segretaria per seguire personalmente i prossimi casi e rimediare a quanto accaduto con la sua cliente. L'avvocato si lancia dunque in un disperato inseguimento dell'aeroplano sul quale viaggiano Jerry, Max ed Audrey; dopo una spericolata corsa su di un'autoscala per passeggeri, riesce a fermare il mezzo ma l'autoscala sbanda e Fletcher s'infortuna, chiedendo così aiuto ad Audrey e Max che scendono dall'aereo. Fletcher poi dichiara l'amore che prova per il figlio, il quale decide insieme ad Audrey di rimanere lì e non partire più per Boston, dopo aver capito che il padre non gli mentirà più.
Un anno dopo, al sesto compleanno di Max, la famiglia si ritrova per festeggiare: dopo che il piccolo spegne le candeline, Audrey bacia Fletcher; l'uomo chiede al figlio se avesse desiderato che i genitori tornassero insieme, ma il bambino risponde di aver desiderato un paio di pattini a rotelle. Fletcher capisce dunque i sentimenti che l'ex moglie prova ancora nei suoi confronti e dimostra di ricambiarli, facendo dunque presagire una seconda vita per la famiglia Reede.

## Produzione
Il film è stato prodotto dalla collaborazione tra Universal Pictures e Imagine Entertainment. Gli effetti speciali sono stati creati da 4 aziende: Optical Illusions (effetti visivi), The Computer Film Company (CFC) (composizione digitale), Pacific Ocean Post Digital Film Group (composizione digitale), e Scott Harper & Associates (effetti visivi supplementari). La Pacific Title ha fornito il titolo per la pellicola, mentre la colonna sonora è stata creata dalla MCA Soundtracks. I realizzatori del film sono stati influenzati da Big (1988). La sceneggiatura è stata rifiutata nove volte prima che il produttore Brian Grazer la comprasse. Quando Fletcher si infligge un pestaggio da solo, non sono stati utilizzati degli effetti sonori: i suoni sono davvero quelli della testa di Jim Carrey che sbattono nell'orinatoio, nel pavimento, e nelle pareti.

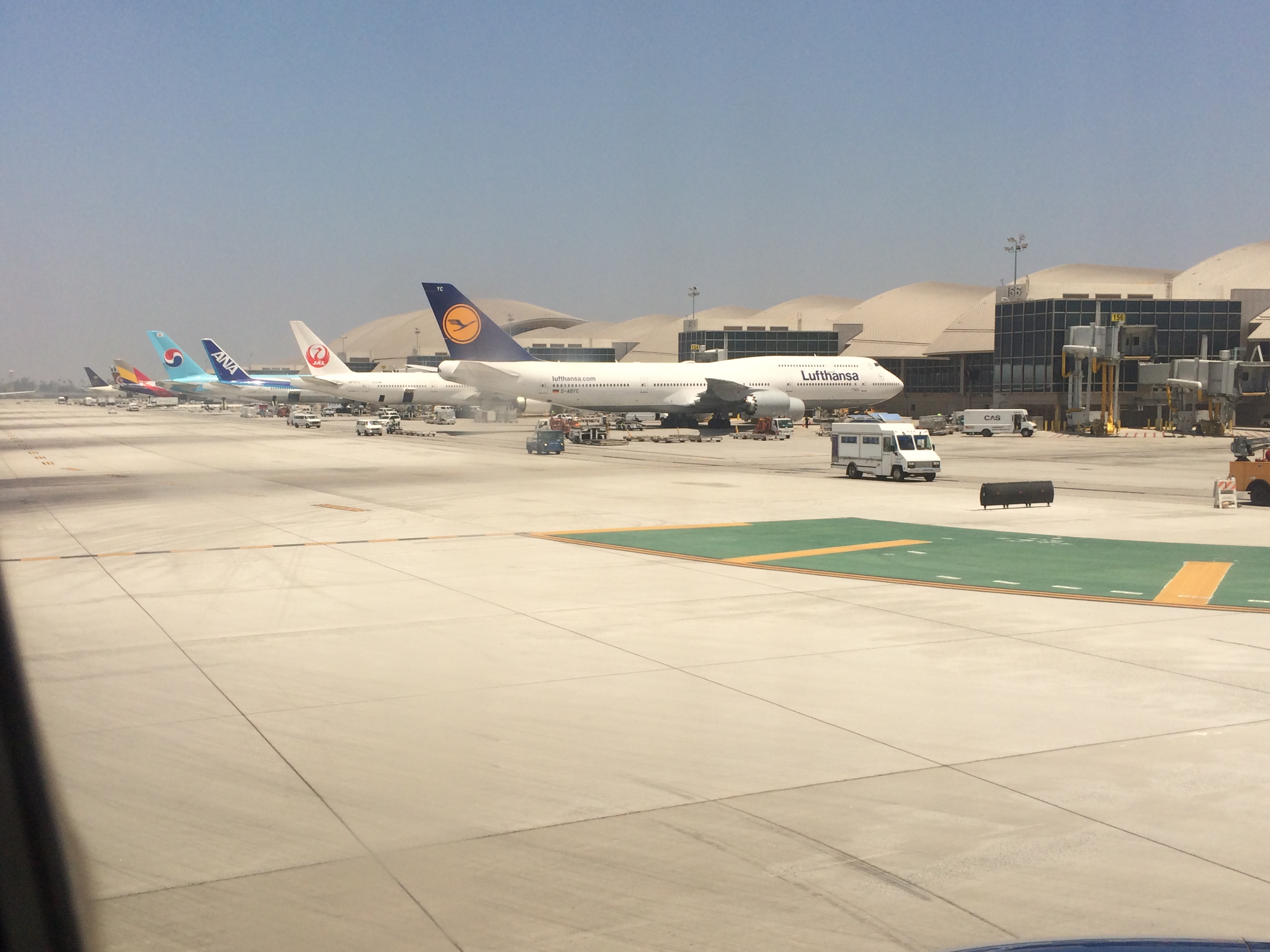
L'Aeroporto Internazionale di Los Angeles, luogo delle riprese dove Fletcher ha inseguito disperatamente l'aeroplano

Carrey ha rifiutato il ruolo del Dr. Evil in Austin Powers - Il controspione (1997), in modo da poter recitare in questo film. Carrey è stato pagato 20 milioni di dollari per recitare nel film. Il film è dedicato all'attore Jason Bernard, che morì per un attacco di cuore dopo aver recitato tutte le sue parti nel film. Steve Martin rifiutò la parte di protagonista del film. Si tratta dell'ultimo ruolo cinematografico per Don Keefer, che morì il 7 settembre 2014 all'età di 98 anni. Il budget per la realizzazione della pellicola ammonta a circa $ 45.000.000.

### Riprese
Le scene sono state girate dall'8 luglio al 18 ottobre 1996 completamente nello stato della California, più precisamente:
- alla City Hall di Downtown;
- a City Jail (Los Angeles), al 1004 Highland Street di South Pasadena;
- ad Alhambra;
- all'Aeroporto Internazionale di Los Angeles;
- a Pasadena;
- a Studio City. Lo studio si trova all'Universal City californiano.[4]

## Colonna sonora
Sono 2 le colonne sonore del film, che però non sono state accreditate: Happy Birthday to You scritta da Patty S. Hill e Mildred J. Hill, e cantata dai protagonisti Jim Carrey e Maura Tierney, e Here I Come To Save The Day, scritta da Marshall Barer e Philip A. Scheib, e cantata anch'essa da Carrey.

## Promozione

### Tagline promozionali
Le tagline del film sono le seguenti:
- «Trust Me»
  - «Fidati di me»
- «Would I lie to you?»
  - «Ti mentirei?»
- «Coming soon. Honest.»
  - «Prossimamente. Onesto.»

## Distribuzione

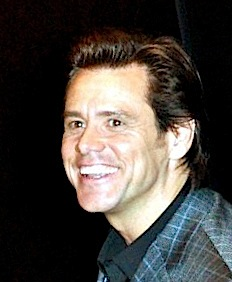
Jim Carrey interpreta il ruolo di Fletcher Reede, il protagonista del film

Il film viene distribuito il 18 marzo 1997 a Hollywood (California) come premiere; il 21 marzo nel resto degli Stati Uniti d'America e in Canada (con il nome Menteur menteur); a Singapore il 17 aprile; a Hong Kong e in Italia il 24 aprile; in Messico il 1º maggio come Mentiroso, mentiroso; in Regno Unito e in Irlanda il 2 maggio; in Ungheria l'8 maggio come Hanta boy; in Danimarca (Fuld af løgn) e in Spagna il 9 maggio come Mentiroso compulsivo; in Argentina (Mentiroso Mentiroso) e nei Paesi Bassi il 15 maggio; in Grecia (Ο ψευταράς), Polonia (Klamca, klamca), Portogallo (O Mentiroso Compulsivo), e Turchia il 16 maggio (Yalanci yalanci); in Germania come Der Dummschwätzer il 29 maggio; in Brasile (O Mentiroso) e nella Svizzera tedesca il 30 maggio; nelle Filippine l'11 giugno; in Australia, in Croazia (Lažljivac), e nella Repubblica Ceca (Lhár, lhár) il 12 giugno; in Israele il 13 giugno; in Giappone il 14 giugno; in Belgio, Francia (Menteur menteur), e Kuwait il 25 giugno 1997; in Nuova Zelanda il 3 luglio; in Estonia e in Norvegia (Lystløgneren) il 4 luglio; in Svezia il 18 luglio; in Finlandia il 25 luglio come Valehtelija, valehtelija; in Corea del Sud il 2 agosto. La videocassetta del film è stata distribuita a partire dal 30 settembre 1997 dalla Universal Studios Home Entertainment, mentre il DVD dal 20 gennaio 1998.

### Divieto
Il film, a seconda del paese di proiezione, ha avuto una censura più o meno "severa": è stato vietato ai minori di 6 anni in Germania; minori di 7 in Norvegia, Spagna, e Svezia; 12 in Portogallo, Corea del Sud, e Regno Unito; 13 nelle Filippine e in Argentina; 14 in Ontario. In Australia è stato classificato M (Recommended for mature audiences), ovvero sconsigliato ai minori di 15 anni; in Nuova Zelanda M, ovvero adatto dai 16 anni in su; negli Stati Uniti d'America invece è stato valutato con il certificato numero 35145 PG-13 (parents strongly cautioned), vale a dire vietato ai minori di 13 anni non accompagnati dai genitori. In Brasile, Cile, Finlandia e Paesi Bassi è stato valutato come adatto a tutti, mentre in Canada e a Singapore PG, ovvero adatto alla visione dei bambini con la presenza di un adulto.

## Accoglienza

### Incassi
Il film ottenne ottimi risultati al botteghino. 
Nel weekend di esordio in patria incassò 31423025 $, divenendo la seconda apertura di tre giorni più alta di sempre per gli Universal Studios, seconda solo a Jurassic Park. Il film ha anche superato Tartarughe Ninja alla riscossa (1990) ottenendo il più grande weekend di apertura di marzo. Mantenne questo record per cinque anni, fino all'arrivo de L'era glaciale nel 2002.
Complessivamente incassò 181410615 $ negli Stati Uniti e 121300000 $ e nel resto del mondo, di cui 4 693 208 000 lire in Italia, per un incasso globale di 302710615 $.

### Critica
Il film ha ricevuto recensioni positive da parte della critica cinematografica. 
Su Rotten Tomatoes ha l'83% di gradimento, basato su 63 recensioni, con una media del 75%, e il consenso critico recita: "Nonostante la sua trama sottile, Bugiardo bugiardo è elevato dall'esuberante marchio di umorismo fisico di Jim Carrey, e il risultato è una risata che ha contribuito ad ampliare l'attrattiva del comico." Su Metacritic ha un punteggio di 70/100, basato su 20 critici, indicando "recensioni generalmente favorevoli".
Lietta Tornabuoni de La Stampa ha scritto nella sua recensione del 25 aprile 1997: "Per la prima volta nella sua breve, veloce, folgorante e trionfale carriera cinematografica cominciata nel 1994 con Ace Ventura e The Mask, in Bugiardo bugiardo di Tom Shadyac la perfetta star del Caos fine secolo, Jim Carrey, recita senza parrucca, con i propri capelli da giovanotto assennato. È un segno: l'attore voleva mitigare i personaggi sgangherati e febbrili di travolgente diavolo, attenuare la mimica e la gestualità da tornado umano, interpretare una commedia sentimentale meno burattinesca nella speranza di conquistare nuovo pubblico, di dimostrare che pure lui ha un cuore e una serietà."

## Curiosità
- In un'intervista, Jim Carrey ha affermato che la gag dell'artiglio, con la quale Fletcher fa divertire suo figlio Max, era realmente usata da suo padre per far divertire lui e suoi fratelli, e lui l'ha usata nel film appunto come tributo al suo defunto padre.
- In una scena del film Max fa alcune domande al padre per capire se davvero non può dire bugie. Quando gli chiede se facendo troppe smorfie si rimane con la faccia paralizzata tutta la vita, Fletcher risponde che non è vero e che anzi, c'è gente che ci campa alla grande facendo le smorfie. È un palese riferimento autoironico a se stesso, cioè all'attore Jim Carrey, che interpreta molto spesso personaggi sopra le righe usando smorfie esagerate.
- In una delle scene finali del film, Jim Carrey appare come vigile del fuoco in mezzo alle persone camuffato con occhiali da sole e una radio (di notte) e sono ben visibili le escoriazioni al viso che pochi secondi dopo si vedono nel volto del suo personaggio (Fletcher), soccorso dai paramedici e messo in barella dopo che ha fatto fermare l'aereo e viene catapultato in un carrello di bagagli.

## Riconoscimenti
- 1998 - Golden Globe
  - Candidatura per il miglior attore in un film commedia o musicale a Jim Carrey
- 1998 - MTV Movie Awards
  - Miglior performance comica a Jim Carrey
- 1998 - Blockbuster Entertainment Awards
  - Miglior attore in un film commedia a Jim Carrey
  - Candidatura per il miglior attore non protagonista in un film commedia a Justin Cooper
  - Candidatura per il miglior attrice non protagonista in un film commedia a Jennifer Tilly
- 1998 - ASCAP Award
  - Top Box Office Films a John Debney
- 1998 - Kids' Choice Awards
  - Candidatura per il miglior film
  - Candidatura per il miglior attore protagonista a Jim Carrey
- 1998 - People's Choice Awards
  - Miglior film commedia
- 1998 - Young Artist Awards
  - Candidatura per il migliore attore 10 anni o meno a Justin Cooper